# オーディシャス級航空母艦
オーディシャス級航空母艦（英語: Audacious-class aircraft carrier）は、イギリス海軍が運用していた航空母艦の艦級。
4隻が海軍強化策の一部として第二次世界大戦中の1942年から43年にかけて起工されたものの、いずれも途中で建造中止となり、2隻のみが戦後に建造再開されて1950年代に就役した。

## 概要
当初はインプラカブル級航空母艦の拡張型として設計された27,000トン級航空母艦だったが、格納庫の高さが新型航空機の運用には不十分であるとされたため設計が大幅に拡大され、33,000トン級の大型航空母艦となった。
4隻がイギリス海軍の艦隊拡張計画の一環として第二次世界大戦中の1942年から43年にかけて起工され、うち「アフリカ」は1944年により大型なジブラルタル級航空母艦として発注が切り換えられた。しかし、揚陸艇などより必要性が高い艦船の建造にリソースが集中されたことから建造はあまり進捗せず、第二次大戦が終結し、イギリス海軍の艦隊拡張計画の大部分がキャンセルされた時点では、建造中の3隻はいずれもまだ完成していなかった。
3隻のうち「イーグル」はキャンセルされたが、残った「オーディシャス（後にイーグルに改名）」と「アーク・ロイヤル」は就役させることが決定され、それぞれ1950年代に就役した。この2隻はイギリス海軍の中核戦力として、イラストリアス級航空母艦「ヴィクトリアス」やセントー級航空母艦などと共に、蒸気カタパルトやアングルド・デッキ装備などジェット機対応改修が施されつつ運用が続けられた。一方で、これらを代替する新型空母としてCVA-01級航空母艦の計画が進められていた。
しかし1966年、当時の労働党政権が同年の国防白書で艦隊空母（正規空母）戦力の将来的な全廃とCVA-01級の計画中止を決定し、イギリス海軍は将来的に正規空母を手放さざるを得なくなる事態に直面した。オーディシャス級自体は新型艦上戦闘機として採用されたファントム FG.1の運用に対応した大規模改修を施して1980年代初頭まで運用する予定だったが、結局コスト面の問題から「アーク・ロイヤル」1隻のみに改修が施されることとなり、「イーグル」は1972年に退役した。
残った「アーク・ロイヤル」はファントマイズ改装と称されたファントム運用のための大規模改修を実施して現役に留まったが、最終的に1978年に退役し、これによってイギリス海軍からCATOBAR式空母は消滅した。なおイギリス海軍の空母戦力そのものについては、艦隊空母を補完するヘリ空母として開発されていた護衛巡洋艦を発展させたSTOVL空母であるインヴィンシブル級航空母艦によって維持されることとなり、2022年現在はその後継艦として更なる大型艦となったクイーン・エリザベス級航空母艦がその任を担っている。

## 同型艦
| #   | 艦名                                 | 起工            | 進水           | 就役           | 退役           | 備考 |
| --- | ------------------------------------ | --------------- | -------------- | -------------- | -------------- | --- |
| R05 | オーディシャス (HMS Audacious, D.29) | 1942年 10月24日 | 1946年 3月19日 | 1951年 10月5日 | 1972年 1月25日 | ハーランド・アンド・ウルフで建造、1946年1月、オーディシャスからイーグルに改名。 1978年解体。                                             |
| R09 | アーク・ロイヤル (HMS Ark Royal, 91) | 1943年 5月3日   | 1950年 5月3日  | 1955年 2月25日 | 1978年 12月    | 「イレジスティブル」としてキャメル・レアードで発注・建造、1943年にアーク・ロイヤルに改名。 1980年解体。                                  |
|     | イーグル (HMS Eagle, 94)             | 1944年4月19日   | -              | -              | -              | 1942年8月にスワン・ハンターに発注。同年12月にヴィッカース・アームストロングに発注先を変更。 その後1946年1月に建造進捗度23%でキャンセル。 |
|     | アフリカ (HMS Africa, D.06)          | -               | -              | -              | -              | 1943年7月、フェアフィールド造船に発注。 1944年にジブラルタル級航空母艦の発注に切り替え、1945年10月15日にキャンセル。                     |